# Lega focese
La lega focese era una coalizione tra più città della Focide, le cui prime attestazioni si hanno nel V secolo a.C. Erodoto nomina i focesi come un ethnos già nelle sue Storie, indicando che al tempo (V secolo a.C.) già stipulavano alleanze e inviavano ambascerie.

## Storia
L'attività della lega era attiva anche durante la guerra del Peloponneso (con la stipulazione di alleanze) e il IV secolo a.C. (in cui le fonti attestano un largo invio di ambascerie). Fu circa nella metà del IV secolo che la lega assunse i caratteri di una koinon, ovvero di una federazione. La lega sopravvisse anche alla terza guerra sacra (tradizionalmente 355-346 a.C.), ma perse parte della sua importanza e le città che ne facevano parte vennero facilmente conquistate da Filippo II di Macedonia che le rase al suolo, come già fece Serse durante la seconda guerra persiana.
Da un decreto della lega focese, probabilmente del III secolo a.C. (278-261 a.C. circa), non sembra che le città disponessero del diritto di intraprendere azioni indipendenti, né che fosse prevista la nomina di un teorodoco. Ma l'assemblea votò comunque l'invio di alcuni teori in Magnesia, come era d'uso per partecipare ai giochi panellenici.
Dal 263 a.C. la Focide fu inglobata nella lega etolica fino al 189 a.C. Intorno al 228 a.C. la lega focese, uscendo in parte anche dal controllo macedone (presente, insieme a quello etolico, dalla battaglia di Cheronea), si alleò con la lega beotica ed entrambe poi con gli Achei, ai quali furono consegnati alcuni ostaggi in segno di lealtà.
La lega perse gran parte della sua importanza dopo la definitiva conquista della Grecia da parte dei Romani, dopo la quarta guerra macedonica (146 a.C.); anche se essa viene ancora attestata nell'età dei Severi (II-III secolo d.C.).